# Antilla (Schiff)
Die Antilla war ein 1939 gebautes Frachtschiff der Hapag, das für den Amerika-Handel eingesetzt werden sollte. Bereits 1940 wurde es während des Zweiten Weltkrieges auf seiner Jungfernfahrt vor Aruba selbstversenkt; das Wrack stellt heute ein beliebtes Ziel für Taucher dar.

## Geschichte
Die Antilla wurde 1939 als Westindien-Frachter für die Hapag in der Deutschen Werft AG in Hamburg-Finkenwerder gebaut; Schwesterschiffe waren das ebenfalls von der Deutschen Werft gebaute Typschiff Orizaba und die als drittes Schiff gelieferte Arauca, die vom Bremer Vulkan gebaut wurde. Am 11. Juli 1939 war die Antilla endgültig fertiggestellt, vier Tage später brach sie mit deutschen Waren beladen unter Kapitän Ferdinand Schmidt zu ihrer Jungfernfahrt in die Karibik auf. Anfang August erreichte sie die niederländische Kolonie Curaçao, es folgten Häfen in Kolumbien (Puerto Colombia und Cartagena), Panama, Costa Rica und Guatemala.
Ende August befand sie sich in Galveston und wurde mit Schwefel beladen, als aufgrund der Mobilmachung für den Überfall auf Polen an alle deutschen Handelsschiffe in Übersee der geheime Befehl ausgegeben wurde, Schutz in Hoheitsgewässern neutraler Staaten zu suchen. Die Antilla fuhr nun zunächst nach Cartagena, um Treibstoff aufzufüllen, und versuchte dann, im Hafen von Curaçao anzulegen, da dieser aber bereits überfüllt war, musste das Schiff (zusammen mit der Consul Horn, Troja und Heidelberg) nach Aruba ausweichen, wo man vor San Nicolas ankerte. Da inzwischen am 1. September der Zweite Weltkrieg ausgebrochen war, saßen die Schiffe nun – umzingelt von alliierten Kriegsschiffen – in Aruba fest. Die niederländische Verwaltung der Insel erlaubte ihnen, innerhalb der Hoheitsgewässer zu bleiben und wies ihnen am 15. September einen ruhigeren Ankerplatz im Nordwesten bei Malmok zu, wo die vier Schiffe die nächsten Monate verblieben. Nach zwei Monaten kehrte die Antilla kurzzeitig nach San Nicolas zurück, um dort die Schwefelladung zu löschen.
Anfang Januar 1940 gelang der Consul Horn, getarnt als sowjetischer Frachter, der Ausbruch und die erfolgreiche Rückkehr nach Europa. Die Troja und die Heidelberg versuchten nun ebenfalls den Ausbruch, wurden aber am 1. bzw. 2. März gestellt und versenkten sich daraufhin selbst. Auch die Antilla wagte einen kurzen Fluchtversuch, brach diesen aber bei Entdeckung eines alliierten Kriegsschiffes sofort wieder ab und verblieb damit als einziges deutsches Schiff vor Aruba.
Ab 12. April durfte die Besatzung ihr Schiff angesichts der drohenden deutschen Invasion nicht mehr verlassen. Nachdem dann am 10. Mai tatsächlich die Wehrmacht die Niederlande angriff, befand sich das Schiff nun in feindlichen Gewässern. Die niederländische Regierung verhängte den Kriegszustand und ordnete die Beschlagnahmung aller deutschen Handelsschiffe an, woraufhin um 5 Uhr morgens Ortszeit des gleichen Tages die Antilla von Marineinfanteristen gestürmt und die verbliebenen 35 Besatzungsmitglieder verhaftet wurden. Ein erster Versuch das Schiff bereits kurz nach Mitternacht zu besetzen war jedoch fehlgeschlagen, sodass die deutsche Besatzung noch ausreichend Zeit hatte, durch Öffnen der Seeventile und Brandlegung das Schiff so schwer zu beschädigen, dass es von den Niederländern nicht mehr gerettet werden konnte und im flachen Wasser versank. Aufgrund der heute sichtbaren schweren Zerstörungen des mittleren Teils des Schiffs wird häufig auch eine herbeigeführte Kesselexplosion als Ursache für den Untergang angenommen. Dagegen spricht, dass von keinem Beteiligten eine Explosion erwähnt wurde und die Hülle unmittelbar nach dem Sinken noch intakt war und wahrscheinlich erst Anfang der 1950er-Jahre seegangsbedingt zerstört wurde.
Einige Zeit später kam das Gerücht auf, bei der Antilla habe es sich in Wirklichkeit um ein getarntes U-Boot-Versorgungsschiff gehandelt, was jedoch sehr unwahrscheinlich ist, da es hierfür keinerlei Unterlagen gibt und das Schiff auch nach seiner Ankunft in Aruba erfolglos auf militärische Fracht untersucht wurde.

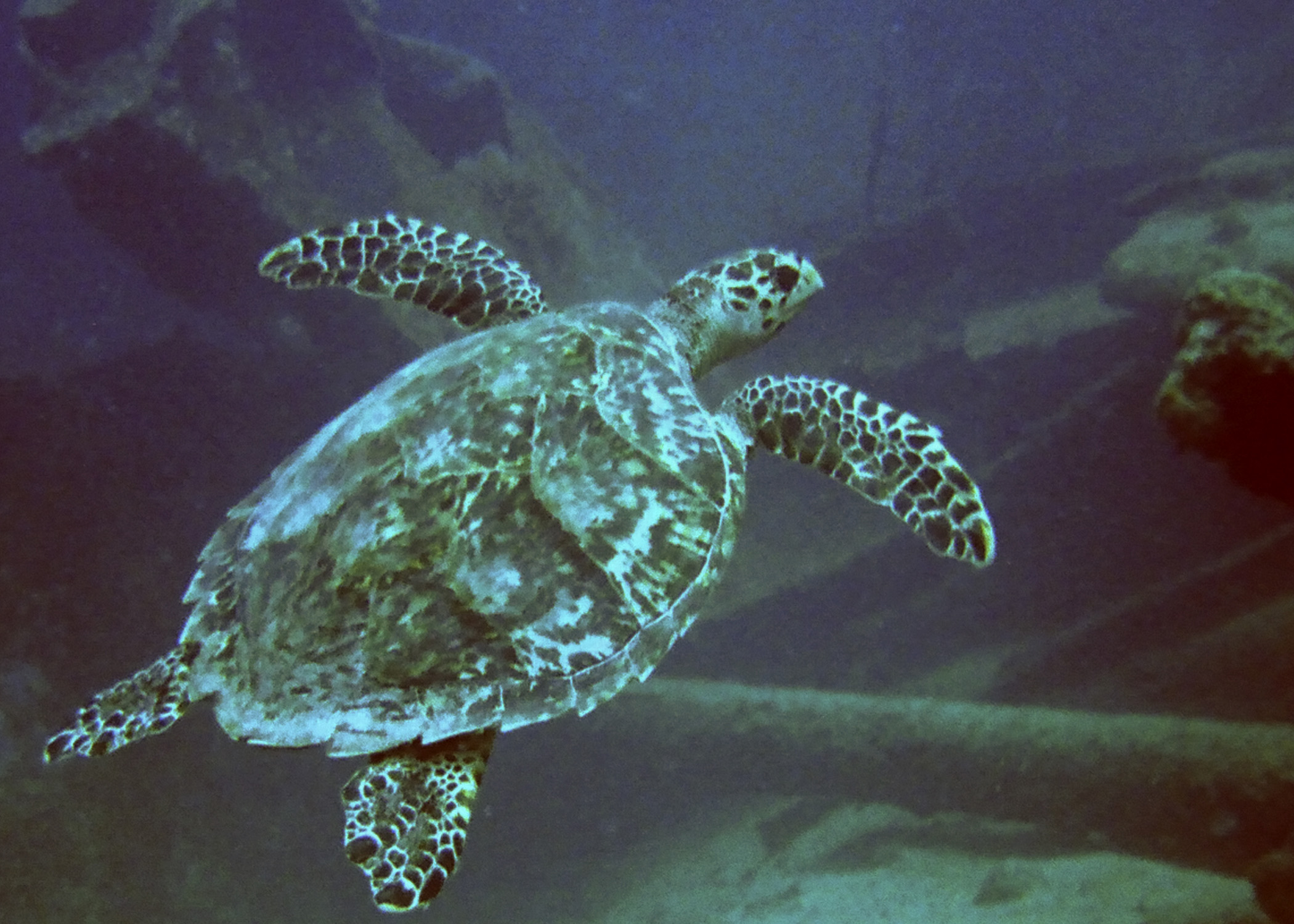
Echte Karettschildkröte am Wrack der Antilla

## Wrack
Das Wrack – heute oft umgangssprachlich Ghost Ship genannt – liegt auf seiner Backbordseite etwa 700 m von der Küste (Position: 12° 36′ 7″ N, 70° 3′ 28″ W) entfernt in achtzehn Meter Tiefe. Es ist in zwei Teile zerbrochen; die Schiffsmitte wurde völlig zerstört, aber Bug und Heck sind noch gut erhalten. Lange Zeit ragten bei Ebbe die verbliebenen Aufbauten aus dem Wasser, im Januar 2009 wurden diese aber durch die Strömung abgerissen. Im Laufe der Zeit haben sich in und auf dem Wrack zahlreiche Lebewesen angesiedelt, so dass die Stelle als einer der beliebtesten Wracktauchspots der Karibik gilt.